# Distretto di Chachas
Il distretto di Chachas è uno dei quattordici distretti della provincia di Castilla, in Perù. Si trova nella regione di Arequipa e si estende su una superficie di 1.190,49 chilometri quadrati.

Ha per capitale la città di Chachas e contava 1.992 abitanti al censimento 2005.